# Diego Guastavino
Diego Guastavino, vollständiger Name Diego Nicolás Guastavino Bentancor (* 26. Juli 1984 in Montevideo, Uruguay) ist ein uruguayischer Fußballspieler.

## Karriere
Guastavino, 1,68 Meter groß und überwiegend auf der Position des offensiven Mittelfeldspielers eingesetzt, spielte in den Jahren 2002 und 2003 zunächst für den uruguayischen Klub Sud América aus Montevideo. 2004 verließ er die uruguayische Metropole und wechselte in die östlich gelegene Stadt Maldonado zum zu dieser Zeit seit mehreren Jahren in der uruguayischen Primera División befindlichen Verein Deportivo Maldonado, stieg mit diesem jedoch ab. In dieser Spielzeit kam er dabei auf 18 Einsätze, in denen ihm ein Tor gelang. Im Jahr 2005 trat er dann erstmals im europäischen Fußball in Erscheinung, als er sich zum Jahresbeginn dem Schweizer Zweitliga-Verein FC Lugano anschloss für den er bis 2006 in 33 absolvierten Partien zwei Tore (erster Treffer am 3. Spieltag gegen Chiasso) erzielte und mit dem er am Saisonende Platz 10 belegte. Im Juni 2006 berichteten Schweizer Quellen, dass er nach Uruguay zurückkehrte. Während auch andere Quellen ohne genauere zeitliche Präzisierung das Jahr 2006 als Rückkehrdatum nannten, vermeldete Últimas Noticias dagegen seine Rückkehr erst für das Jahr 2007.
In Uruguay legte er eine Zwischenstation mit sechs torlosen Einsätzen bei River Plate Montevideo in der ersten Jahreshälfte ein und schloss sich im zweiten Halbjahr erneut Deportivo Maldonado an. Seit 2008 spielte er in Norwegen. Zunächst stand er dort bei Lyn Oslo unter Vertrag und debütierte dort bei der 1:2-Niederlage bei Rosenborg Trondheim am 31. März 2008. Für die Osloer erzielte er in 36 Spielen elf Tore. Hinzu kamen zwei Treffer in sechs Pokaleinsätzen. Anschließend wechselte er innerhalb der norwegischen Tippeligaen zu Brann Bergen. Dort debütierte er am 8. August 2009 bei seinem neuen Arbeitgeber. Seither absolvierte er 59 Spiele, in denen er 18 Treffer erzielte (2008: 8 (2); 2009: 22 (9); 2011: 29 (7)). (Stand: 2. Januar 2012) In Bergen besaß er noch einen bis 2012 laufenden Vertrag.
Im Februar 2012 schloss er sich in seiner uruguayischen Heimat dem Verein Centro Atlético Fénix an, bevor er im Juli desselben Jahres nach Mexiko zum Querétaro Fútbol Club weiterzog. Dort absolvierte er in der Apertura 2012 13 Spiele und erzielte einen Treffer in der Primera División. Ende Dezember 2012 wurde sein Wechsel zum peruanischen Erstligisten Universitario de Deportes für die Spielzeit 2013 bekanntgegeben. Dort absolvierte er 56 Ligaspiele, in denen er 14-mal ins gegnerische Tor traf. 2013 gewann er den peruanischen Meistertitel mit dem Klub. Zu Beginn des Folgejahres kehrte er zu Queretaro zurück, da der mexikanische Verein im Besitz der Transferrechte war. Bei den Mexikanern bestritt er neun weitere Ligaspiele in der Clausura 2014, eins in der Apertura 2014 (jeweils ohne persönlichen Torerfolg) und traf bei sieben Pokaleinsätzen fünfmal. Zum Jahresbeginn 2015 schloss er sich dem chilenischen Verein Universidad de Concepción an. Dort absolvierte er 17 Ligaspiele (drei Tore) und acht Partien (vier Tore) in der Copa Chile. Anfang Januar 2016 wechselte er erneut zu Universitario de Deportes nach Peru. Bei dieser Station stehen für ihn bislang (Stand: 6. August 2017) 53 Ligaeinsätze und zwölf Treffer zu Buche. Zudem kam er je einmal (kein Tor) in der Copa Sudamericana 2016 und der Copa Libertadores 2017 zum Einsatz.

## Erfolge
- Peruanischer Meister: 1
  - 2013 (mit Universitario de Deportes)